# Kenan Williams

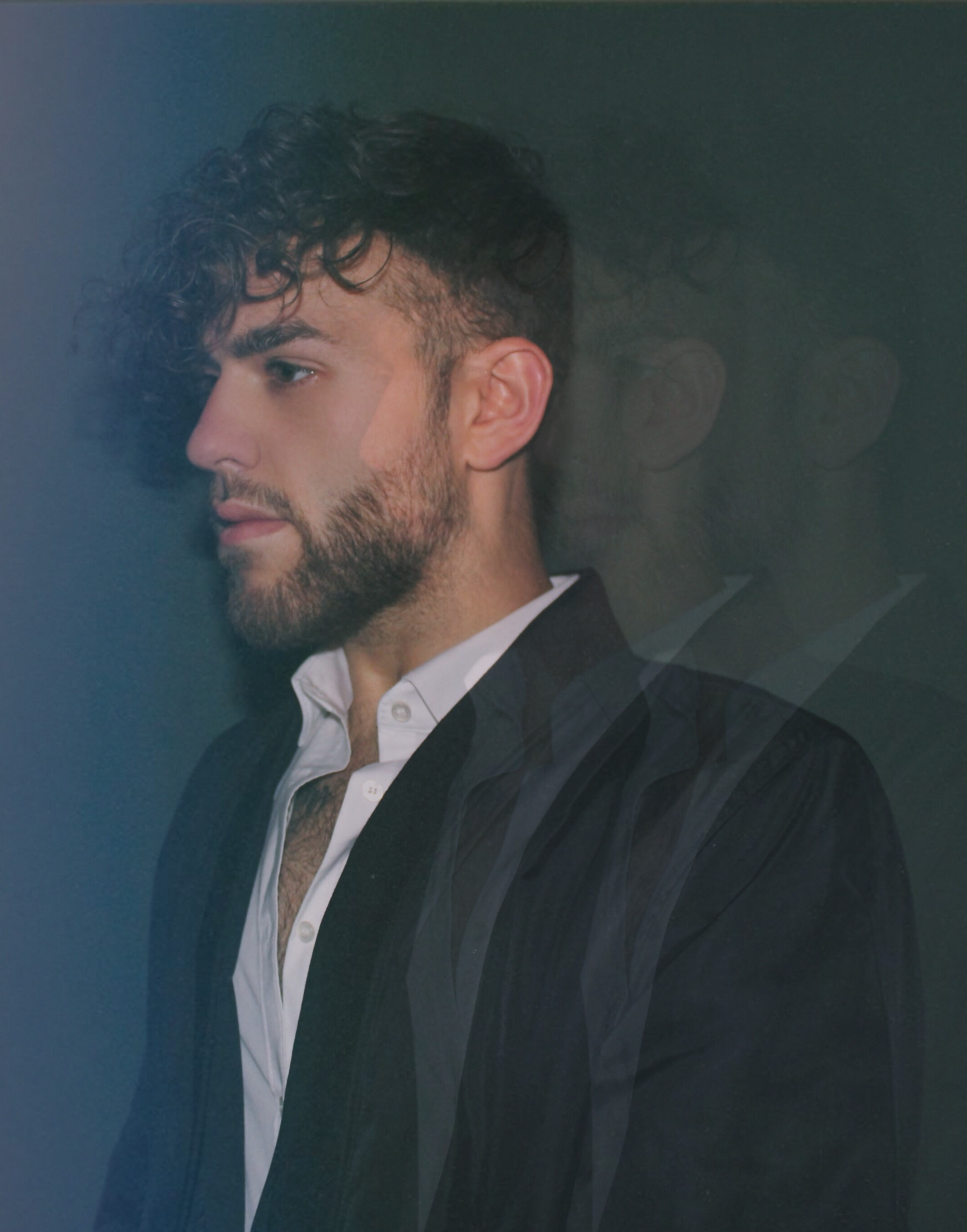
Kenan Williams (2017)

Kenan Williams (alias Viktor Svensson, Viktor Arne Emanuel Svensson, Victory; bürgerlich Kenan J. L. Weinberg; * 3. Dezember 1991 in Salzgitter) ist ein deutscher, türkischer und amerikanischer Pop-Sänger und Songwriter mit Einflüssen von R&B, Hip-Hop, Soul und Dance.

## Leben
Als ältestes von vier Kindern wuchs Williams ab seinem sechsten Lebensjahr in Aachen auf. Dort besuchte er die Grund- und Realschule sowie das Gymnasium. An der Universität Maastricht erwarb er den Bachelor-Abschluss. Zurzeit besucht er die Columbia University in New York City.

## Musikalische Karriere
Im März 2010 unterschrieb Williams seinen ersten Plattenvertrag bei der EMI Group und trat erstmals als Vorband von Fettes Brot im Juni 2010 in Köln auf. Am 5. März 2011 gewann er den National Unreleased Solo Artist Contest und der zeitlich begrenzte Vertrag wurde auf unbestimmte Zeit verlängert. Im April 2011 unterschrieb er einen Werbevertrag mit Schwarzkopf.
Er wechselte durch die Übernahme im Jahr 2012 zu der Universal Music Group. Zu dieser Zeit beschäftigte er sich mit Demo-Aufzeichnungen und schrieb über 200 Songs. Er wirkte bei dem Song Diamonds von Rihanna mit.
Im Oktober 2012 wurde ein Talenthunter auf ihn aufmerksam und machte ihn mit Jay-Z bekannt. In den darauffolgenden Tagen trat er als Opening Act von Jay-Z im Barclays Center in Brooklyn auf und wurde von Roc Nation engagiert.
Hierdurch war er gefordert, seine jahrelange Arbeit für sein Debüt-Album abzuschließen.
Mitte Juli wurde als erste Singleauskopplung Time Can't Save Me ausgewählt und verkaufte sich weltweit mehr als 270.000 Mal. Bekanntheit erreichte die Single durch den Einspann im Film Der Hobbit: Smaugs Einöde.
Am 23. September 2013 erschien sein Debüt-Album Rebel auf dem amerikanischen und asiatischen iTunes-Markt. Aufgrund vertragsrechtlicher Störungen verzögerte sich die Veröffentlichung in Europa und fand erst Anfang Januar 2014 statt. Rebel verkaufte sich weltweit über 3 Millionen Mal und bekam in Folge Platin in 4 Ländern. Williams schaffte es als erster deutscher Künstler auf das Cover desBillboard Magazine.
In der Rebel UK Tour im Oktober 2013 trat er als Vorband von Ellie Goulding auf. Seine zweite Single Warrior wurde am 4. Februar 2014 beim privaten Musiksender MTV in Großbritannien erstmals ausgestrahlt. Am 21. Februar trat er als Vorkünstler von Beyoncé bei der Mrs Carter World Tour 2014 auf. Aufgrund der Anmerkung und Gedenken an die Holocaust-Opfer wurde das Video zu Warrior in Europa von YouTube gesperrt. Dieser Verstoß machte sich auch bei der Echo-Verleihung 2014 deutlich. Die Veranstalter weigerten sich, das Video während der Auflistung der Nominierten zu zeigen.
Williams diente zudem neben Ryan Tedder als Songwriter für die Debüt-Single Ghost von Ella Henderson.
Seit November 2015 ist Williams bei Monkey Puzzle Records unter Vertrag. Bisher produzierte MPR ausschließlich Alben für Sia.
Williams schrieb erneut unter diversen Pseudonymen an den Alben This Is Acting von Sia und Anti von Rihanna. Von Letzterem war Kiss It Better bei den Grammy Awards 2017 als Best R&B Song nominiert.

## Eurovision Song Contest 2015
Im August 2014 wurde Williams als Vertreter der Türkei vorgestellt. Aufgrund interner Unstimmigkeiten zwischen dem Mandat, der TRT Media Group und der konservativen Regierung, sagte Williams die Teilnahme in Wien ab und veröffentlichte zwei Tage darauf den für den Song Contest gedachten Song. Die Single Believe schaffte es innerhalb von drei Stunden auf Platz 1 der türkischen Chartliste und war zudem 4 Wochen lang in Malta, Spanien und Schweden in der Top 10 der Single-Charts.

## KWEEN
KWEEN erschien vorab unter dem Label Roc Nation am 21. September 2015 bei dem Streaming-Dienst Tidal. Am 23. September 2015 folgten die Veröffentlichungen bei diversen anderen Plattformen und im Handel. Das Album enthält 15 Songs, angeführt mit Timeb0mb, das durch die Zusammenarbeit mit dem US-amerikanischen Rapper Pitbull entstand.
Die Lizenz wurde Dezember 2015 von Monkey Puzzle Records übernommen.